# Alice in Dreamland アリス・イン・ドリームランド
『Alice in Dreamland アリス・イン・ドリームランド』は、2015年12月19日公開の日本映画。

## 概要
人形作家・清水真理が映画のために新規作成した20体以上の球体関節人形を撮影、キャプチャしてカット・アウトという技法を用いて作られたアニメーション映画。公開に先駆けて10月29日に東京カルチャーカルチャーでおこなわれたファンイベントで監督の蜂須賀健太郎は、主題歌を担当した黒色すみれの楽曲との親和性が高かったと語った。

## あらすじ
姉と二人で暮すアリスのところに懐中時計を持った白うさぎが現れた。「アリスの住んでいるこの世界は現実ではなく、やがて闇の力によって世界の終わりが訪れる。物語の世界を救わなければならない、だから出発しよう。」戸惑うアリスだったが、やがて冒険の旅が始まる…。

## キャスト（声）
- アリス：内田彩
- 白うさぎ：下野紘
- 闇：一条和矢
- アリスの姉・赤の女王：勝田詩織
- チェシャねこ・白の女王：橋本まい
- ねむりねずみ・ユニコーン：川口翔
- ライオン・イカレ帽子屋：松下悠矢
- 三月うさぎ：佐藤俊輔
- トゥイードルダム・トゥイードルディー：山口立花子
- 黒（白）のナイト：赤山健太

## スタッフ
- 監督・原案：蜂須賀健太郎
- 脚本：太田龍馬・蜂須賀健太郎
- 人形制作：清水真理
- 音楽：arai tasuku
- アニメーション・ディレクター：難波勝彦
- アソシエイト・アニメーション：和智梓未
- 音響効果：小澤奈津江
- 録音・整音：西山英樹
- 製作：中村信之
- 制作プロダクション：ビットギャング
- 配給：「Alice in Dreamland アリス・イン・ドリームランド」フィルムパートナーズ

## 主題歌
- 黒色すみれ
オープニング「ALICE IN THE UNDERGROUND」／エンディング「大人になったアリス（Grown-up Alice）」